# Federal Information Processing Standard
Federal Information Processing Standard (FIPS) är en offentlig kungjord standardisering utvecklad av USA:s federala statsmakt för användning i datorsystem av alla icke-militära myndigheter och innehavare av statliga kontraktsuppdrag, när det används och anpassas för ett kontrakt.  Många FIPS tillkännagivanden är modifierade versioner av standarder som används i tekniska samfund, såsom American National Standards Institute (ANSI),  Institute of Electrical and Electronics Engineers (IEEE), och International Organization for Standardization (ISO).